# Hewitt (Wisconsin)
Hewitt és una població dels Estats Units a l'estat de Wisconsin. Segons el cens del 2000 tenia 670 habitants.

## Demografia
Segons el cens del 2000, Hewitt tenia 670 habitants, 233 habitatges, i 192 famílies. La densitat de població era de 319,4 habitants per km².
Dels 233 habitatges en un 48,5% hi vivien nens de menys de 18 anys, en un 76% hi vivien parelles casades, en un 3,9% dones solteres, i en un 17,2% no eren unitats familiars. En el 13,7% dels habitatges hi vivien persones soles el 6,4% de les quals corresponia a persones de 65 anys o més que vivien soles. El nombre mitjà de persones vivint en cada habitatge era de 2,88 i el nombre mitjà de persones que vivien en cada família era de 3,17.
Per edats la població es repartia de la següent manera: un 31,9% tenia menys de 18 anys, un 4,2% entre 18 i 24, un 32,5% entre 25 i 44, un 22,4% de 45 a 60 i un 9% 65 anys o més.
L'edat mediana era de 36 anys. Per cada 100 dones de 18 o més anys hi havia 91,6 homes.
La renda mediana per habitatge era de 53.295 $ i la renda mediana per família de 56.875 $. Els homes tenien una renda mediana de 38.625 $ mentre que les dones 24.688 $. La renda per capita de la població era de 19.234 $. Aproximadament el 2% de les famílies i el 2,9% de la població estaven per davall del llindar de pobresa.